# 翼竜 (航空機)
Wing Loong I/翼龙I
カザフスタン軍の翼竜（2017年）
- 用途：中高度長時間滞空無人航空機（MALE）
- 設計者：中航工業成都飛機設計研究院
- 製造者：中国航空工業集団有限公司
- 運用者
  - 中国人民解放軍空軍
  - カザフスタン防空軍
  - アラブ首長国連邦軍
  - サウジアラビア軍
  - インドネシア軍
  - ウズベキスタン軍
  - パキスタン軍
  - エジプト軍
  - セルビア軍
  - ナイジェリア軍
- 運用状況：現役

成都 GJ-1 翼竜I（簡体字：翼龙I、英語：Wing Loong I）は、中華人民共和国の中航工業成都飛機設計研究所（簡体字：中航工业成都飞机设计研究所、英語表記：Chengdu Aircraft Design Institute、CADI）が設計し、中国航空工業集団有限公司が生産する多用途中高度長時間滞空無人航空機（ドローン）。GJ-1（簡体字：攻击I、英語：Attack-1）とも称される。
偵察、攻撃、シギント（信号・電波情報収集）、対テロ・対反乱作戦、非致死性兵器による抑止作戦、麻薬密輸防止、国境パトロール、インフラや災害時の監視を目的に開発された。
派生・発展型も生産されており、2022年に公開された「翼竜III」は、最大で航続距離は1万キロメートル、滞空時間は40時間を超える。

## 開発
2004年の珠海エアショーで存在が公表され、2007年10月に試作機が初飛行し、2014年11月に珠海エアショーで中国人民解放軍空軍のラウンデルがマーキングされた機体が公開された。

## 機体

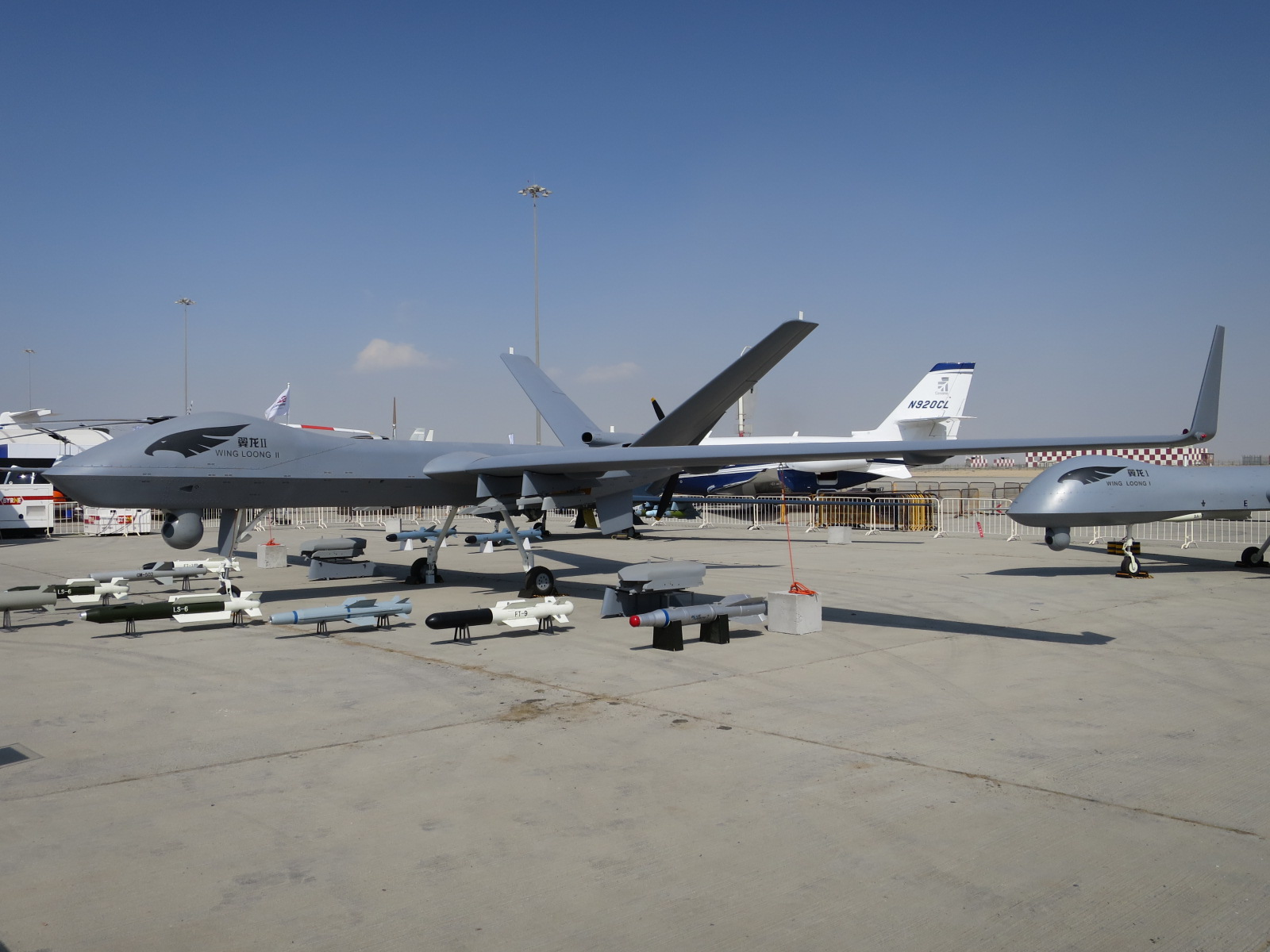
ドバイ航空ショーの翼竜II（2017年）

流線形の胴体の機首上面にはバルジ部があり衛星通信アンテナが搭載されているものと思われる。機首下部にはEO/IRターレットが取り付けられている。ランディンギアは前輪式である。主翼の翼平面形は高アスペクト比のテーパー翼で中翼配置である。V字配置の尾翼を持つ。
推進方式はプッシャー式である。出力100hpのターボチャージャー付ピストンエンジンを1つ搭載する。プロペラの翼の枚数は3枚である。
主翼のハードポイントには一対の兵装用パイロンが付けられている。

## 派生・発展型
- 翼竜I-D
- 翼竜II
- 翼竜III
- 翼竜10

## 運用者

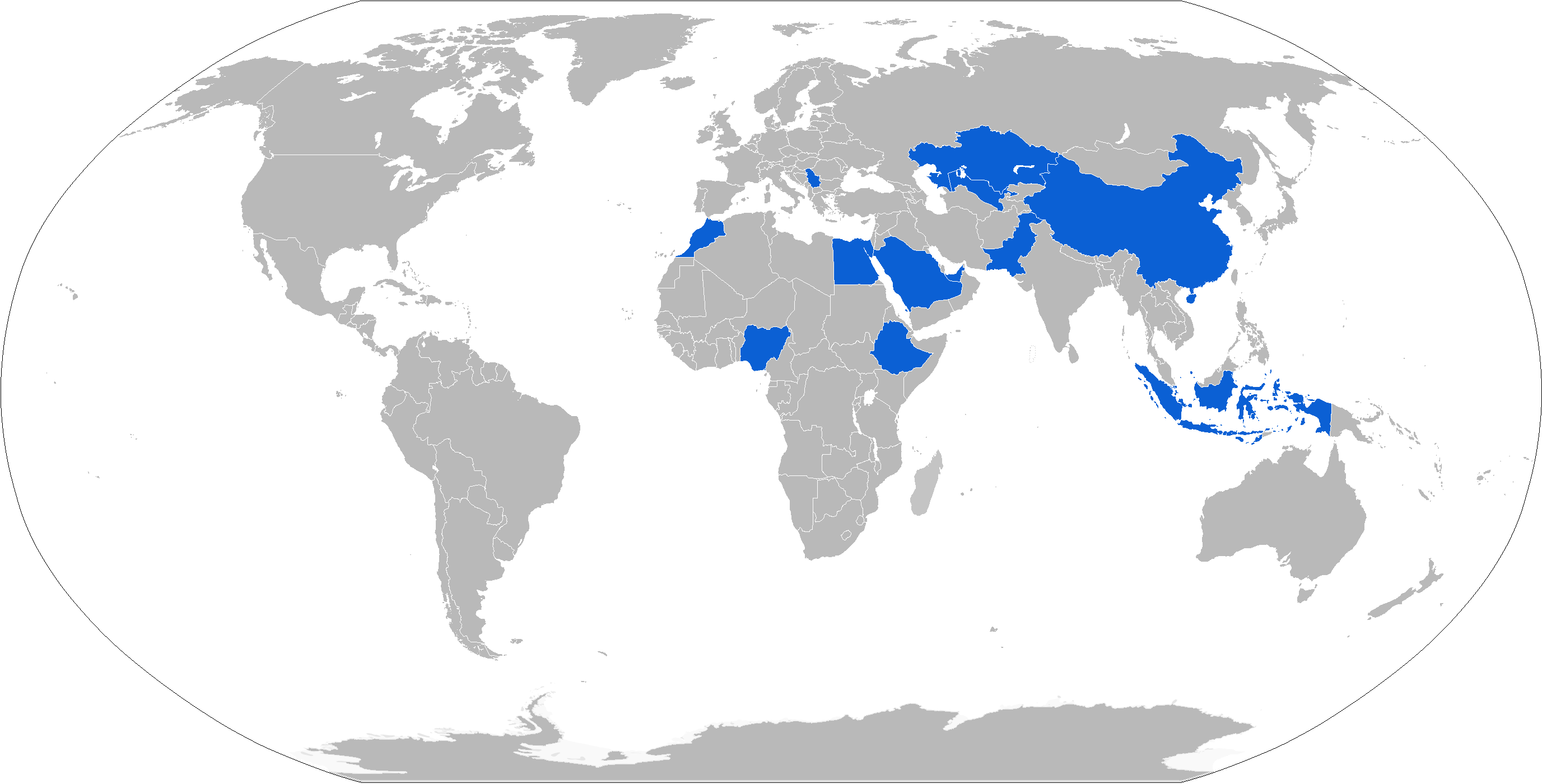
採用国

- 中国人民解放軍空軍
- カザフスタン防空軍[7] - 2023年時点で、2機の翼竜Iを保有している[8][9]。
- ウズベキスタン軍[10][11]
- パキスタン軍[12][13][14][15][16]
- サウジアラビア軍[7]
- アラブ首長国連邦軍[7][17][12][18]
- エジプト軍[17][12][19]
- ナイジェリア軍[20]
- インドネシア軍[21]
- セルビア軍[22]
- モロッコ空軍 - アラブ首長国連邦から3-4機を供与された[23]。機種は翼竜Iとする資料[23][24]と翼竜IIとする資料[25]がある。

## 運用
2013年9月9日、中国方面から国籍不明の無人機1機が尖閣諸島に近い東シナ海上空を飛行して、日本の航空自衛隊のF-15戦闘機がスクランブルを行った際、日本の防衛省は翼竜と推定したことが報じられるも、『ジェーンズ・ディフェンス・ウィークリー』は自衛隊が撮影した映像ではBZK-005の特徴に一致していると分析している。
2017年、エジプトはシナイ半島での軍事作戦で、翼竜IIを使用してISILを空爆した。
2018年、アラブ首長国連邦（UAE）は翼竜IIで、イエメン内戦においてフーシの政治部門指導者サーレハ・アリ・アッ＝サンマード最高政治評議会議長の殺害に成功した。
2019年12月、イエメンのフーシはサウジアラビアのAH-64 アパッチと翼竜IIを撃墜したと発表した。2019年にイエメンではサウジとUAEのAH-64が7機、翼竜IIとCH-4Bの4機が撃墜されたとされる。
2020年1月、リビア国民軍（LNA）を支援するUAEの翼竜IIがリビアの首都トリポリにあるリビア国民合意政府（GNA）の士官学校を空爆し、26人の士官候補生を殺害したとされる。このドローンはUAEの基地があるリビアのアルカディムから運用されていた。前年2019年から、UAEが調達したものと思われるLNAの翼竜IIとGNAのトルコ製無人攻撃機のバイラクタル TB2が数ヶ月にわたって双方の攻撃に投入されており、同年5月から7月にかけてGNAが持つバイラクタルTB2の12機の半分近くの6機が翼竜IIに破壊され、翼竜IIも1機破壊された。
2020年11月に起きたティグレ紛争では、アッサブにあるUAEの基地から出撃した翼竜IIがティグレ州に侵攻するエチオピア政府軍の援軍として展開したエリトリア軍のために空爆を行ったとティグレ人民解放戦線が主張した。

## 仕様

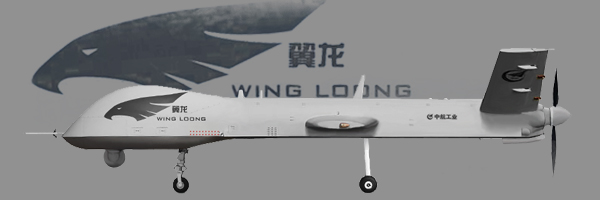
翼竜 側面図

### 翼竜I
- 全長：9.0m
- 全高：2.8m
- 全幅：14.0m
- 最大離陸重量：1,150kg
- ペイロード：200kg
- 離陸滑走距離：800m
- 実用上昇限度：7,500m
- 最大速度：280km/h
- 航続時間：20時間
- 武装
  - 50kg CS/BBE2 HE航空爆弾
  - HJ-10 対戦車ミサイル
  - 50kg LS-6-50 小直径爆弾
  - 16kg TL-2 空対地ミサイル
- センサー
  - AVIC Luoyang LE380 EO/IRターレット
  - DH-3010 SARレーダー

これらの兵装が選択できる。二つのパイロンに取り付けられる。